# Ирис корейский
И́рис коре́йский (лат. Íris koreána) — вид однодольных растений рода Ирис (Iris) семейства Ирисовые (Iridaceae). Впервые описан японским ботаником Такэносином Накаи в 1914 году.
Синоним — Limniris koreana (Nakai) Rodion..

## Распространение и среда обитания
Известен с центральной и южной частей Корейского полуострова. Ареал включает в себя обе страны полуострова.
Растёт на сухих местах среди кустарников.

## Ботаническое описание
Корневищный геофит.
Многолетнее травянистое растение.
Листья линейные или мечевидные, длиной до 30 см.
Соцветие терминальное, с двумя цветками жёлтого цвета.
Плод — шаровидная коробочка; семя размером около 4,1×2,9 мм.
Цветёт в апреле и мае, плодоносит в июне и июле.
Внешне напоминает виды Iris minutoaurea и Iris odaesanensis.

## Значение
Культивируется. Известный сорт — Iris koreana 'Firefly Shuffle'. В культуре очень восприимчив (по сравнению с некоторыми другими ирисами) к поражению слизнями.